# Храм Анастасии Узорешительницы (Псков)

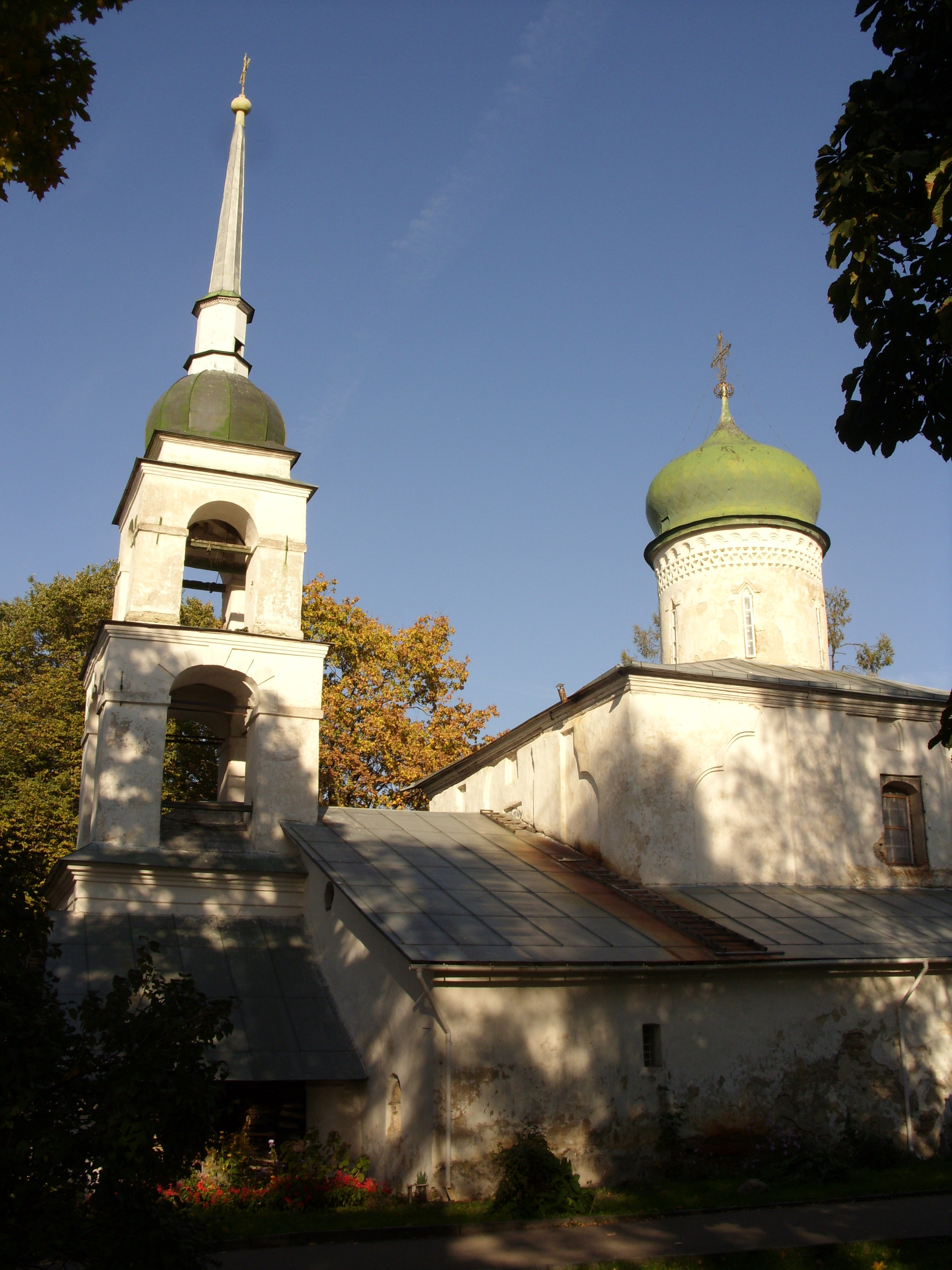
Октябрь 2010 года

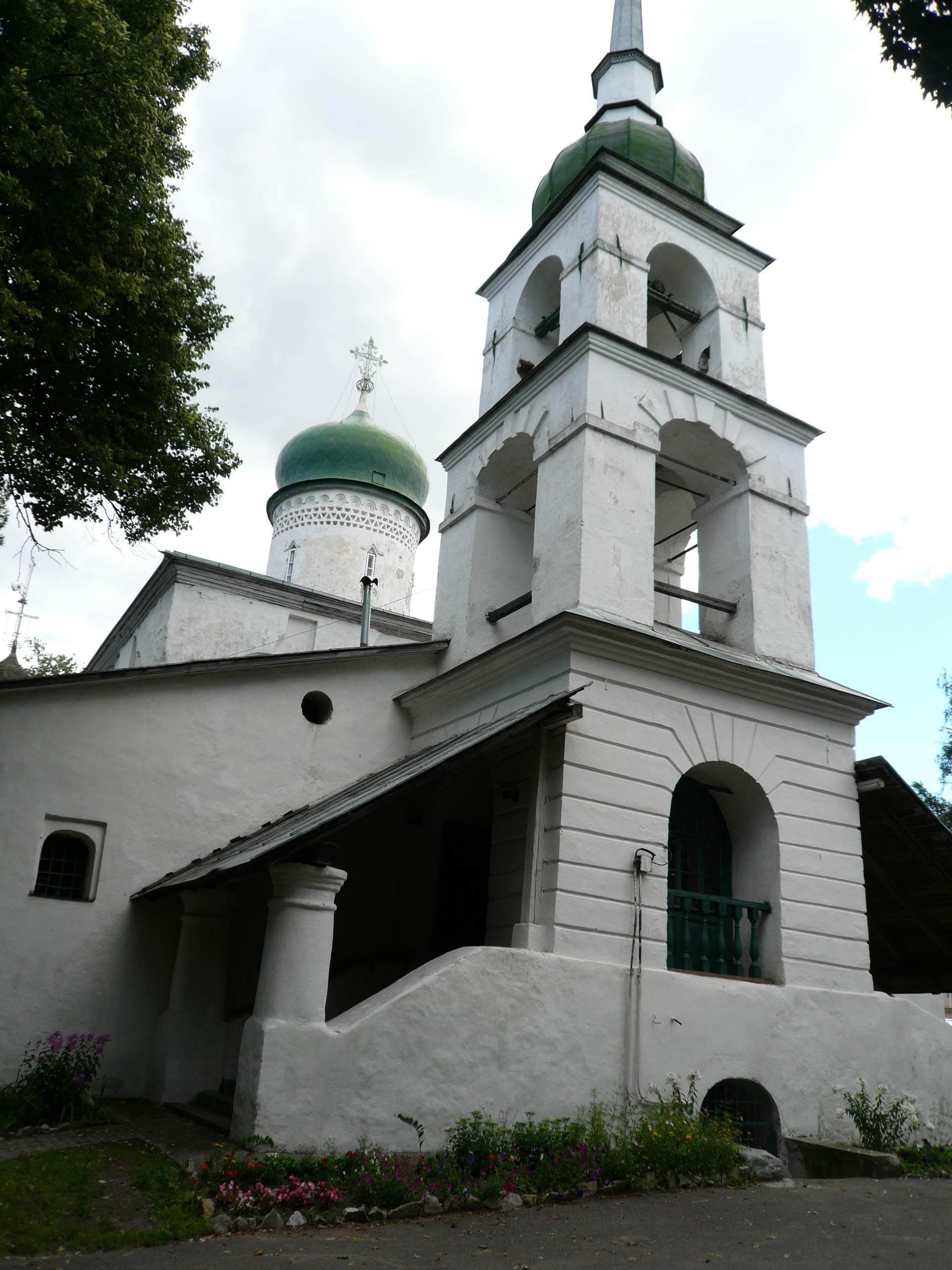
Колокольня

Храм Святой Великомученицы Анастасии Узорешительницы (церковь Анастасии-римлянки) (Храм Святой Анастасии)— православный храм в Пскове, в Среднем городе. Входит в состав Псковского благочиния Псковской епархии Русской православной церкви.

## История
В Псковских летописях о постройке церкви говорится под 1487 годом:
«В лѣто 6996…церковь поставиша святоую Анастасею на Полонищи, на Кузнецкои оулице, на Яковлеве посадничьи огороде, на Горки; и свершиша в один день, и свящали, и божественноую литоургию пѣша.»
 В тот год в Пскове свирепствовал мор (эпидемия), сгубивший много народа. И псковичи по обету за один световой день поставили две церкви:
 « В лѣто 6995 бысть моръ великъ въ Псковѣ; тогда поставиша 2 церкви, святого образа господа Исуса христа да святоую мученицоу Анастасею» 
Церковь была деревянной. О строительстве каменной церкви летопись не упоминает, однако в 1538 году она уже была:
«В лѣто 7047… октября въ 5, бысть пожар во Пскове: погорѣ Полонище все и церквеи 12 … а на Кузнецкои оулице в Настасеи каменыя церкви верхъ падеся, и 4 человеки в неи згоре…»
В Псковских писцовых и оброчных книгах 1585—1587 годов церковь упоминается и называется «Настасья святая с Полонища, на Кузнецкой улице». Название Кузнецкой улицы определялось характером занятий её жителей. Эта местность была заселена мастерами кузнечного ремесла. «Кузнецы» были достаточно обширным районом. Полонищем называлась территория к югу от городской стены 1374/75 года, защищенная деревянными укреплениями в 1465 году.
В 1639 году к центральному храму был пристроен придел во имя святой великомученицы Параскевы Пятницы.
В 1745 году со своим причтом церковь приписана к церкви Святого Василия на Горке, а по штатам 1764 года положена с окладным жалованьем.
В 1786 году церковь была назначена к упразднению как полуразрушенная от пожара, но оставлена. В 1787 году по указу Псковской духовной консистории приписана к Ново-Вознесенской. В XIX — начале XX веков оставалась приписной.
В 1808 году церковь вновь предназначалась к сносу как совершенно ветхая, однако Святейший Синод снос церкви не разрешил. В 1819 году звонница и крыльцо заменены колокольней с каменным крыльцом, пристроеным, по устному преданию, бывшей владелицей губернаторского дома помещицей Валуевой.

8 апреля 1842 года настоятель церкви Нового Вознесения протоиерей Николай Милевский со страниц «Псковских губернских ведомостей» обратился к псковичам с призывом восстановить один из древнейших храмов Пскова. А в выпуске этого же издания за 1844 год читаем: 
«2-го июля Высокопреосвященным Нафанаилом и почетнейшим Духовенством совершено было, в присутствии военного Губернатора г. Пскова и Псковского Губернатора Федора Федоровича Бартоломея, почетнейших Чиновников города, как гражданских, так и военных, и многочисленного народа, торжественное освящение обновленного храма».
 Церковь обновлена стараниями старосты церкви, псковского купца Ладыгина, на пожертвованные его свояченицей Натальей Михайловной Постниковой средства. Тогда же был сделан новый иконостас, художником Денисовым написаны новые иконы. Обновлённый храм был освящён в честь святой великомученицы Анастасии Узорешительницы.
В 1867 году в придельной церкви иконостас грубой работы и ветхий заменен новым. Затем постепенно была заменена тесовая крыша железною на собранные по сборным книжкам суммы. В 1881 году главный храм, бывший холодный, с устройством печей превращён в тёплый. В 1884 году покрыты железом алтари церкви, сквозное крыльцо сделано закрытым с 3-х сторон с устройством дверей и рам. В 1896 г. прежняя ветхая глава снята и заменена новой, из-за недостатка средств меньшего размера.
Церковь оставалась открытой до 1932 года. В годы Великой Отечественной войны церковь получила частичные повреждения кровли, стен, наружной и внутренней отделки. В 1952 году произведена смена кровли и стропил над четвериком, покрытия купола.
Постановлением Совета Министров РСФСР № 1327 от 30 августа 1960 года храм взят под охрану государства как памятник республиканского значения.

## Возрождение
Долгие годы в храме располагалось книгохранилище Псковской областной научной библиотеки.
В 2005 году храм был передан Псковской епархии. 4 января 2007 года в день памяти святой великомученицы Анастасии Узорешительницы состоялась первая, после семидесяти пяти лет, Божественная Литургия.
В храме находятся иконописные работа монаха Павла (Бесчасного).

## Святыни
В храме находятся:
- Ковчежец с частицами мощей святой великомученицы Анастасии Узорешительницы, святой Фаусты — матери святой великомученицы Анастасии Узорешительницы, и святого мученика Хрисогона Аквилейского — учителя святой великомученицы Анастасии Узорешительницы,
- Ковчежец с частицей мощей святой великомученицы Параскевы Пятницы,
- Мощевик с частицей Гвоздя Распятия Иисуса Христа и копия этого Гвоздя,
- Мощевик и крест с частицей Животворящего Креста Господня и частицей титла Креста Господня,
- Копия Туринской плащаницы,
- Медальон с нитью Туринской плащаницы,
- Ковчег с частицами мощей двенадцати апостолов (кроме Иоанна Богослова), апостола Павла, евангелистов Луки и Марка, святителей Иоанна Златоуста, Григория Богослова, Василия Великого и частицей одеяния апостола Иоанна Богослова,
- Икона святителя и исповедника Луки (Войно-Ясенецкого) с частицей его мощей,
- Ковчег с частицей мощей святителя Андрея Критского,
- Ковчег с частицей мощей преподобной Марии Египетской,
- Ковчег с частицей мощей и тапочками святителя Спиридона Тримифунтского и его икона, освященная на его мощах в греческом городе Керкира,
- Ковчег с частицей мощей великомученика и целителя Пантелеимона,
- Ковчег с частицей мощей преподобного Александра Свирского,
- Ковчег с частицей мощей Иоанна Предтечи,
- Ковчег, в котором хранятся: частицы мощей святых волхвов — царей Валтасара, Гаспара, Мельхиора; частица Омофора (Покрова) Пресвятой Богородицы; частица Древа Яслей Господа нашего Иисуса Христа; частицей от Одеяния Святого Иосифа Обручника; частица Пелены младенца Иисуса Христа[7].

## Замечания
В дореволюционной краеведческой литературе упоминается местное предание о том, что церковь построена в 1377 году неким Василием Долом, который построил и церковь Василия Великого.